# Tom Hagen
Tom Hagen A Keresztapa trilógia egyik szereplője. A történetben Don Vito Corleone örökbe fogadott ír származású fia. Törvényesen sosem lett örökbe fogadva, de Hagen mindig úgy tekintett Don Vito Corleone-ra, mint vér szerinti apjára. A négy fiú közül ő volt a legokosabb, így jogot tanult, majd a család consigliere bizalmi állását kapja meg. Mikor végzett, Vitonál kezdett dolgozni. A család diplomatikusabb ügyeit, papírmunkáit intézte, élete későbbi alakulását a család történetét továbbszövő Godfather's Revenge című regény írja le. 1964 augusztusában Floridában, a Corleone család új ellenfele, az egykori caporegime Nick Geraci, aki már több napja követte, Hagent a kocsijában elrejtőzve foglyul ejtette, majd arra kényszerítette, hogy egy kihalt lápvidékre hajtson. Itt Geraci leütötte, majd az eszméletlen Hagen kezét-lábát ragasztószalaggal összekötözte, és a kocsit, benne Hagennel a mocsárba lökte. A lassan elsüllyedő autóban Hagen még magához tért, de kiszabadulni már nem tudott. A test nem került elő, de Michael Corleonénak Geraci egy döglött aligátorkölyköt küldött, amelynek szájában ott volt Hagen tárcája, jelezve, hogy az egykori tanácsadó már az aligátorokkal alszik.
A filmben Robert Duvall alakítja.